# جبل أونزين
جبل أونزين (باليابانية: 雲仙岳 أونزين داكه) هي مجموعة بركانية نشطة تقع بالقرب من شيمابارا، محافظة ناغاساكي، في جزيرة كيوشو، جنوب اليابان.
في عام 1792 أدى انهيار أحد قبب اللافا في حدوث تسونامي تسبب في مقتل حوالي 1500 شخص. مؤخرا كان البركان نشطا في الفترة بين 1990 إلى 1995.